# 自転車安全整備士
自転車安全整備士（じてんしゃあんぜんせいびし）とは、自転車の点検・整備のほか交通安全指導を担う民間資格で、公益財団法人日本交通管理技術協会が実施する「自転車安全整備技能検定」に合格した者である。
技能検定試験は警察庁の後援により実施されている。

## 概要
自転車の点検整備と安全利用の指導について専門的な技能をもち、点検・整備の上、安全性を確認した自転車に「TSマーク（傷害保険・賠償責任保険付）」を添付し、交通安全指導を行う。
なお、TSマークは自転車安全整備士資格保持者でなければ添付できない。

## 受験資格
- 18歳以上
- 自転車の点検及び整備並びに自転車の安全利用に関する指導に関し、2年以上の実務経験があること。

## 試験内容

### 実技
指定された仕様の受験用自転車を受験者が持参し、7分組の状態から分解及び組立の実技について試験が実施される。
- 分解(25分)・・・後車輪、チェーン、リヤディレーラの取外し等。
- 組立(80分)・・・分解した状態から適切な工具を使用して、一般用自転車に適合する完成車にする。

減点方式で審査され、減点の合計が30点以下で合格とする。

### 学科
試験は下記項目について問われ、マークシート形式で行われる。
100点満点中、70点以上を合格とする。
- 自転車の構造および機能に関する知識。
- 自転車の点検整備に関する知識。
- 自転車の安全利用の指導に関する知識。

### 面接
下記項目についてそれぞれＡ・Ｂ・Ｃの３段階評価をし、更にこれを総合評価する。
総合評価のＡ及びＢを合格とし、Ｃを不合格とする。 
- 安全利用に関する知識の表現。
- 自転車利用者に応じた的確な指導。

## 過去の実施状況
- 平成21年度
  - 受験者数 2067人
  - 合格者数 1456人
  - 合格率 70.4%
- 平成20年度
  - 受験者数 1712人
  - 合格者数 1195人
  - 合格率 69.8%
- 平成19年度
  - 受験者数 1505人
  - 合格者数 1045人
  - 合格率 69.4%